# Sutur

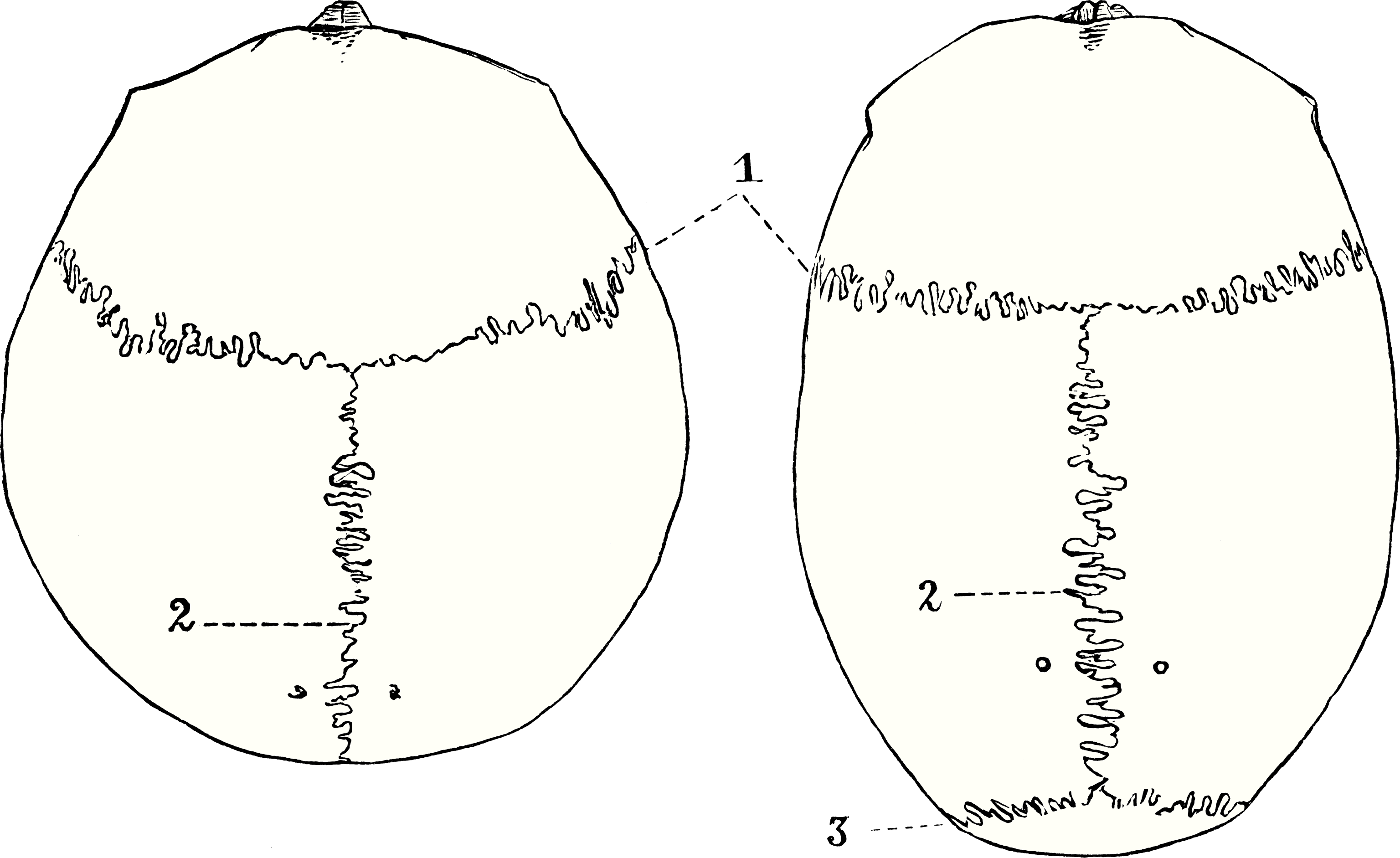
Skizze zweier menschlicher Schädel, jeweils mit Blick auf den Scheitel:
1 Kranznaht (Sutura coronalis)
2 Pfeilnaht (Sutura sagittalis)
3 Lambdanaht (Sutura lambdoidea)

Zeichnung eines menschlichen Schädels in Seitenansicht mit Bezeichnung aller Schädelnähte

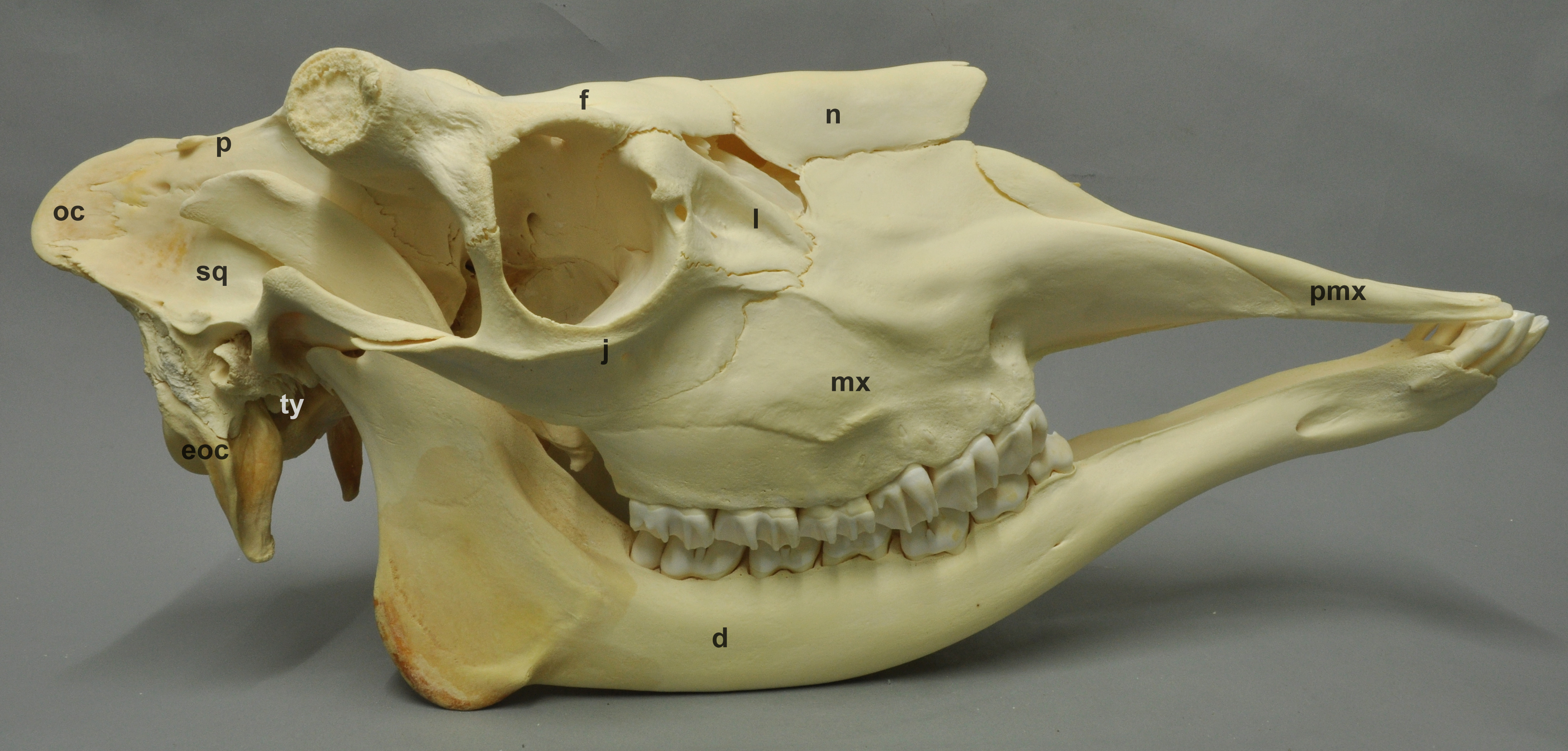
Schädel eines männlichen Elchs in Seitenansicht mit Bezeichnung der einzelnen Schädelknochen. An den deutlich ausgeprägten Suturen ist abzulesen, dass das Tier wahrscheinlich noch relativ jung war.

Die Sutur (lateinisch Sutura, von sutura „Zusammennähen“, „Naht“), deutsch Knochennaht oder Schädelnaht, ist die bindegewebige Nahtstelle zwischen zwei Schädelknochen. Sie gehört zu den unechten Gelenken.

## Suturen des Schädels (Suturae capitis)
Man unterscheidet am menschlichen Schädel (Cranium) folgende Hauptsuturen:
- Kranznaht (auch Scheitelnaht oder Kronennaht) (Sutura coronalis): zwischen dem Stirnbein (Os frontale) und dem Scheitelbein (Os parietale)
- Lambdanaht (Sutura lambdoidea): zwischen Scheitelbein (Os parietale) und Hinterhauptbein (Os occipitale)
- Pfeilnaht (Sutura sagittalis): zwischen beiden Scheitelbeinen (Ossa parietalia)
- Stirnnaht (Sutura frontalis): zwischen den beiden Stirnbeinen (Ossa frontalia)

Die übrigen 29 Suturen werden systematisch nach den jeweils aneinandergrenzenden Knochen benannt. Folgende Suturen werden am Säugetierschädel unterschieden:
- Sutura ethmoidomaxillaris zwischen Siebbein und Oberkiefer
- Sutura ethmoidonasalis  zwischen Sieb- und Nasenbein
- Sutura frontoethmoidalis zwischen Stirn- und Siebbein
- Sutura frontolacrimalis zwischen Stirn- und Tränenbein
- Sutura frontomaxillaris zwischen Stirnbein und Oberkiefer
- Sutura frontonasalis zwischen Stirn- und Nasenbein
- Sutura frontopalatina zwischen Stirn- und Gaumenbein
- Sutura frontozygomatica zwischen Stirn- und Jochbein
- Sutura interfrontalis zwischen beiden Stirnbeinen
- Sutura interincisiva zwischen beiden Zwischenkieferbeinen
- Sutura internasalis zwischen beiden Nasenbeinen
- Sutura lacrimomaxillaris zwischen Tränenbein und Oberkiefer
- Sutura lacrimozygomatica zwischen Tränen- und Jochbein
- Sutura maxilloincisiva zwischen Oberkiefer und Zwischenkieferbein
- Sutura nasoincisiva zwischen Nasen- und Zwischenkieferbein
- Sutura nasolacrimalis zwischen Nasen- und Tränenbein
- Sutura occipitointerparietalis zwischen Hinterhaupt- und Zwischenscheitelbein
- Sutura occipitoparietalis zwischen Hinterhaupt- und Scheitelbein
- Sutura occipitomastoidea zwischen Hinterhauptbein und Pars mastoidea des Schläfenbeins
- Sutura occipitosquamosa zwischen Hinterhauptbein und Pars squamosa des Schläfenbeins
- Sutura occipitotympanica zwischen Hinterhauptbein und Pars tympanica des Schläfenbeins
- Sutura palatoethmoidalis zwischen Gaumen- und Siebbein
- Sutura palatomaxillaris zwischen Gaumenbein und Oberkiefer
- Sutura pterygopalatina zwischen Flügel- und Gaumenbein
- Sutura pterygosphenoidalis zwischen Flügel- und Keilbein
- Sutura sphenoethmoidalis zwischen Keil- und Siebbein
- Sutura sphenofrontalis zwischen Keil- und Stirnbein
- Sutura sphenomaxillaris zwischen Keilbein und Oberkiefer
- Sutura sphenopalatina zwischen Keil- und Gaumenbein
- Sutura sphenoparietalis zwischen Keil- und Scheitelbein
- Sutura sphenosquamosa zwischen Keilbein und Pars squamosa des Schläfenbeins
- Sutura squamosofrontalis zwischen Keil- und Stirnbein
- Sutura squamosomastoidea zwischen Pars squamosa und Pars mastoidea des Schläfenbeins
- Sutura temporozygomatica zwischen Schläfen- und Jochbein
- Sutura vomeroethmoidalis zwischen Pflugschar- und Siebbein
- Sutura vomeroincisiva zwischen Pflugschar- und Zwischenkieferbein
- Sutura vomeromaxillaris zwischen Pflugscharbein und Oberkiefer
- Sutura vomeropalatina zwischen Pflugschar- und Gaumenbein
- Sutura vomerosphenoidalis zwischen Pflugschar- und Keilbein
- Sutura zygomaticomaxillaris zwischen Jochbein und Oberkiefer

## Einteilung nach der Form
Nach der Gestalt der Verbindungsflächen der aneinandergrenzenden Knochenplatten unterscheidet man:
- Glattnaht (Sutura plana): Die Knochen liegen einander eben an. Beispiel: Sutura zygomaticomaxillaris
- Nutennaht (Schindylesis, Einspaltung): Die Knochenplatte eines Knochens greift in eine Rinne des anderen. Beispiel: Lamina perpendicularis des Keilbeins
- Schuppennaht (Sutura squamosa): Die Knochenenden sind abgeschrägt und überlappen sich. Beispiel: Sutura temporoparietalis
- Zacken-, Zahn- oder Sägenaht (Sutura serrata): Die Knochen sind ineinander verzahnt. Beispiel: Sutura coronalis.
- Blattnaht (Sutura foliata): Die Knochen sind durch ineinander geschobene Knochenblättchen verbunden.

## Verknöcherung der Suturen
Während der Embryonal- und Fetalentwicklung wachsen die Schädelknochen unter der Haut ausgehend von Verknöcherungszentren radial. Zur Geburtsreife ist dieser Wachstumsprozess noch nicht ganz abgeschlossen, sodass die großen flächigen Knochen des Schädeldaches über flächige Bindegewebsbereiche, die sogenannten Fontanellen, flexibel miteinander verbunden und gegeneinander verschiebbar sind. Dadurch kann sich das Köpfchen während der Geburt der Enge des Geburtskanals anpassen, indem es sich leicht verformt. Die Verformung verschwindet nach einigen Tagen. Im Laufe der ersten zwei Lebensjahre wachsen die Schädelknochen weiter und die Fontanellen schließen sich. Beim erwachsenen Menschen verknöchern die Suturen zunehmend, sodass die Schädelknochen schließlich durch Knochengewebe fest miteinander verbunden sind (Synostose).
Eine unübliche Verknöcherung der Schädelnähte kann zu einer Veränderung der Kopfform und als Folge z. B. zu Mikrocephalus, Trigonocephalus, Dolichocephalus, Turricephalus, Makrozephalie, Plagiozephalie oder Skaphocephalus führen.
Eine vorzeitige Verknöcherung findet sich auch im Rahmen von Syndromen, wie beim Muenke-Syndrom oder beim Crouzon-Syndrom.